# Аварія танкера Torrey Canyon
50°02′30″ пн. ш. 6°07′44″ зх. д. / 50.0417° пн. ш. 6.12883° зх. д.Аварія танкера Torrey Canyon — перша масштабна аварія нафтоналивного танкера в історії морського транспорту вуглеводнів, яка сталася в 1967 році.

## Вступ
Танкеру «Торрі Каньйон» за Регістром Ллойда був привласнений клас 100А1 — найвищий для судів даного типу. Екіпаж його становив 36 осіб — включаючи капітана Пастренго Руджіаті. Танкер цей був одним з найбільших у світі — оснащений усіма необхідними приладами й засобами зв'язку, довжиною 296,8 м. Він мав секціоновану конструкцію — фактично складався з безлічі плаваючих цистерн, що вміщають 850 тис. барелів (117 тис. тонн) нафти, привод танкера включав дві парові турбіни. «Торрі Каньйон» був заповнений дуже важкою сирою нафтою, що належала англійській компанії British Petroleum. Однак саме судно не було британським: приписане до столиці Ліберії Монровії, воно належало компанії «Барракуда танкер корпорейшн», яка розміщувалася на Бермудських островах. Остання була холдингом компанії «Юніон ойл».

## Розвиток подій при аварії танкера
18 березня 1967 року нафтоналивний супертанкер «Torrey Canyon» наближався до берегів Уельсу. На борту знаходилося 120 тисяч тонн нафти. У якийсь момент посеред ночі капітан вантажного судна зрозумів, що збився з курсу. Щоб не «намотувати» зайвих морських миль і не витрачати дорогоцінне пальне, капітан вирішив провести танкер вузькою протокою між островами. Рішення стало фатальним. Величезне нафтоналивне судно йшло прямо назустріч рибальському судну, яке перебувало в нейтральних водах. Щоб уникнути зіткнення капітан направив свій танкер вбік і потрапив на риф між материком і островом Сілла. Сира нафта почала миттєво виливатися в море. У шести танках з чорним золотом утворилися пробоїни. Сигнал SOS перехопили швидко. На сигнали SOS відгукнулося кілька суден, і через кілька годин на танкер вже були висаджені рятувальники, англійські ВМС прислали вертольоти, здатні в разі потреби зняти всіх людей з неіснуючого судна. «Торрі Каньйон» на той час був уже частково затоплений і бився об скелі. З пробитих танків в море вилилося понад 5 тисяч тонн нафти, а екіпаж, щоб зменшити масу танкера, самостійно викачував за борт залишки нафти, в результаті чого навколо судна утворилася нафтова пляма діаметром близько 9 км. Однак, «Торрі Каньйон» повністю втратив плавучість в носовій частині й повільно йшов на дно. Тим часом до танкера підходили все нові рятувальні буксири й кораблі, які доставили 4,5 тис. галонів емульгатора (детергента), здатного зв'язати нафту. У ніч на 18 березня буксир «Утрехт», що належав компанії «Вейсмюллер», яка раніше врятувала знаменитий «Маре Нострум», зробив безрезультатну спробу зняти «Торрі Каньйон» з рифа. Після цього з борта забрали майже всю команду: залишилися тільки капітан Руджіаті, троє членів екіпажу і двоє рятувальників. За 30 годин, що минули з часу аварії, нафтова пляма вже досягла розмірів 27x6 км і поблизу танкера сягала вглиб на пів метра.

## Ліквідація аварії
Впоратися з нафтовою плямою довжиною 30 км виявилося не так просто. Під час операції загинув один з членів екіпажу судна.
20 березня, за заявою англійського керівництва, в очищенні моря від нафти брало участь вже 20 кораблів, що мали на борту 200 тис. галонів детергенту. Згодом стало відомо, що з 18 танків «Торрі Каньйон» 14 розірвані рифом. На наступний день нафтова пляма розлилася вже по площі у 225 км2, причому рухалася вона до Корнуоллу — найбільшого приморського курорту Великої Британії. Відносини між британським урядом і господарями танкера ставали все більш напруженими. Попри політичні негаразди, рятувальні роботи ні на годину не зупинялися. Опівдні 22 березня танкер потряс вибух машинного відділення. Незабаром супертанкер розламався на дві частини.
Влада Великої Британії ухвалила рішення підірвати уламки нафтового танкера і підпалити нафтову пляму. Для цього знадобилося понад 160 авіабомб, 11 тисяч літрів гасу, і понад 1000 літрів напалму, згущеного бензину для вогнеметних сумішей. Попри початкові промахи військових і цькування преси операцію успішно було завершено 21 квітня 1967 року — через один місяць після катастрофи.

## Інтернет-ресурси
- 1967: Bombs rain down on Torrey Canyon. On this Day. BBC. Архів оригіналу за 16 січня 2008. Процитовано 4 квітня 2019.
- Axford, David; Davies, Colin. The Breaking-up of the oil tanker Torre Canyon. Axford's Abode. Архів оригіналу за 19 липня 2011. Процитовано 25 квітня 2011.
- Petrow, Richard (April 1969). What Really Caused The Torrey Canyon Disaster. Popular Mechanics. Процитовано 25 квітня 2011.
- Torrey Canyon wreck reclaimed by sea. Britain's Secret Seas. BBC. 6 травня 2011. Архів оригіналу за 6 квітня 2019. Процитовано 4 квітня 2019.
- Torrey Canyon 'lessons learned'. BBC News. 19 березня 2007. Архів оригіналу за 12 травня 2022. Процитовано 4 квітня 2019.
- The Torrey Canyon Salvage Attemp[[[sic]]]. 19 серпня 2015. Архів оригіналу за 7 квітня 2019. Процитовано 4 квітня 2019. {{cite web}}: Назва URL містить вбудоване вікіпосилання (довідка)
- Remembering the Torrey Canyon disaster - the world's first environmental disaster. 19 серпня 2015. Архів оригіналу за 2 лютого 2016. Процитовано 20 травня 2022.